# 弗里曼 (伊利諾伊州)
弗里曼（英語：Freeman）是位於美國伊利諾伊州凱恩縣的一個非建制地區。該地的面積和人口皆未知。

## 地理
弗里曼的座標為42°07′19″N 88°23′18″W / 42.12194°N 88.38833°W，而該地的平均海拔高度為274米（即899英尺）。